# Тимуриди
Тимуридската империя (на персийски: تیموریان, Timuriyān), самоназоваваща се Гуркани (на персийски: گورکانیان, Gurkāniyān) или накратко тимуриди, е персизирана тюрко-монголска империя на територията на днешните Иран, Афганистан, Ирак, Кавказ и значителни части от Централна Азия, Мала Азия, Индия и Пакистан, която към началото на 15 век достига до размери от 4,5 милиона кв. км.
Тимуридите водят началото си от военачалника Тимур Куция, или Тамерлан, който започва серия от военни походи в централна Азия през 1363 година и установява контрол върху Чагатайското ханство. През 1370 той основава своята империя и започва да я укрепва до смъртта си през 1405 година, възприемайки себе си като приемник на Чингис хан. Династията отслабва в средата на 15 век, когато по-голямата част от Персия е завладяна от Ак Коюнлу, а след 1500 г. от сафавидите, които завземат и Месопотамия, Кавказ и източна Анадола. Узбеките на Мохамед Шайбани слагат край на тимуридите през 1507. Един от наследниците на Тимур – Бабур – създава Моголската империя през 1526.

## История

### Възход при Тимур
Тимур израства в Трансоксиана, част от Чагатайското ханство, и след смъртта на хан Амир Казган през 1357 г., той заявява преданост към Туглук Темюр, хана на съседен Кашгар. Туглук Темюр завладява Самарканд през 1361 г. и назначава сина си Иляс Ходжа за управител на Трансоксания, а Тимур – за министър. Тимур обаче напуска скоро след това и се съюзява с внука на Амир Казган, Амир Хусейн, с чиято помощ побеждават Иляс Ходжа през 1364 г. и завземат Трансоксания през 1366 г. През 1370 г., Тимур се обръща срещу Хусейн, обсажда го в Балх и го убива, след което се обявява за суверен на чагатайската линия и приемник на Чингис хан в Самарканд.
Тимур започва да води дълги войни с хановете от източен Туркестан и Хорезъм, и осигурява подкрепа на кримския хан Тохтамиш. Кашгар пада през 1380 г., а само три години след това Тимур превзема Херат, което ознаменува началото на походите му срещу Персия. До 1394 г. са присъединени Хорасан, Азербайджан, Месопотамия, Армения и Грузия. Междувременно Тохтамиш става хан на Златната орда и започва да води войни с бившия си съюзник. Войските на ордата навлизат в Азербайджан през 1385 и дори в Трансоксания през 1388, нанасяйки поражения на Тимур. През 1391 г. обаче Тохтамиш вече отстъпва. През 1395 той прави последен опит да се противопостави на Тимур, но без успех. Тимур установява контрол върху Москва за година и потушава редица въстания в Персия с крайна жестокост, като разрушава цели градове, избива населението и разпорежда изграждането на кули от черепи.
Следващата му кампания е срещу Индия. Под предлог, че шиитският султан на Делхи е прекалено толерантен към индуистките си поданици, Тимур прекосява река Инд на 24 септември 1398 г. и започва унищожителен поход към Делхи. Армията на султана е унищожена на 17 декември; градът пада и е сринат със земята. Към април 1399 г. Тимур се връща в Самарканд с огромна плячка, включително 90 слона, впрегнати в строителството на джамия в столицата. Същата година той организира наказателна кампания срещу мамелюците и османците, която ще се окаже и последният му значим поход.
Започва настъпление срещу територии, отнети от мамелюкския султан и османския султан Баязид I. Тимур си връща контрола върху Азербайджан и после напада Сирия. Мамелюкската армия е разбита край град Халеб, който е превзет и разорен. Дамаск пада през 1401 г. и бива обречен на бедност, след като занаятчиите и майсторите от града са отведени в Самарканд. Същата година е превзет и Багдад, където са избити 20 000 жители и всички паметници са разрушени. През 1402 г. Баязид е разбит по време на битката при Ангора, а скоро след това е превзета и Смирна, където Тимур побеждава хоспиталиерите. Той се завръща в Самарканд през 1404 г. и започва да подготвя нова кампания срещу Китай, но се разболява край Отрар и умира през 1405 г. След известен период на борби между синовете и внуците му, империята е обединена от най-малкия му син, Шах Рук.

### Културен и научен разцвет
Шах Рук, четвъртият и най-малък син на Тимур, влиза в борбата за обединение на империята малко след смъртта на баща си. В крайна сметка Шахрук надделява и обединява почти всички наследени територии, с изключение на Сирия и Хузестан. Той премества столицата от Самарканд в Херат, днешен западен Афганистан. Там Шах Рук отделя голямо внимание и средства за развитие на културата. В ядрото на културната дейност са библиотеката на Херат и школата по миниатюри, а по проекти на персийския архитект Кавам уд-Дин са построени множество величествени обществени сгради. Сред видните творци от тази епоха са Джами и Бехзад, който е ненадминат в изкуството на персийската миниатюра. Отличават се и работилниците по кожарство, книговезане, калиграфия и дърворезба.
Не намалява обаче и ролята на Самарканд като център на образованието и науката. Именно там внукът на Тимур и син на Шах Рук, Улуг Бег, построява астрономическа обсерватория през 1428 г. и съставя редица звездни таблици, използвани от английските кралски астрономи през 17 век. Той става патрон и на математика и астроном ал-Каши, чиито математически трактати изчисляват стойността на 2π с изключителна за времето си точност и се използват при последвалите му изчисления за размера на видимата вселена. Самият Улуг Бег поправя редица грешки в изчисленията на Птолемей.
Въпреки тези постижения, Шах Рук трябва да води постоянни военни кампании срещу различни претенденти, за да задържи властта си върху държавата. Той умира през 1447 г. Улуг Бег, който е и единственият му син, се оказва некомпетентен владетел и е убит от собствения си син, Абд ал-Латиф, през 1449 г.

### Упадък
Тимуридската държава отслабва значително през втората половина на 15 век. Между 1449 и 1469 година владетелят Абу Саид воюва с узбекските племенни конфедерации Ак Коюнлу („бели овце“) и Кара Коюнлу („черни овце“). Смъртта му през 1469 ознаменува края на тимуридския контрол върху западните територии, и държавата им се свива до Хорасан. Последният голям тимуридския владетел е Хусейн Байкара (1478 – 1506), като именно под неговото управление са най-активни Джами и Бехзад, както и историците Мирхванд и Хвандамир.
Последният тимуридски владетел в Херат е Бади аз-Заман, който е победен от узбекския военачалник Мохамед Шайбани през 1506 г., и скоро след това империята престава да съществува. Оцелява обаче друг представител на тимуридската династия – Бабур от Фергана. През 1526 той основава нов клон на династията в Индия, давайки началото на Великите моголи.

## Култура и политическа уредба
Макар и от племенен тюрко-монголски произход, тимуридите бързо възприемат персийската култура. Държавната структура обаче е нестройна, като военните дела са поверени на тюрко-монголските етноси, а административните – на персийците. Първоначално се използва чагатайския език, а държавното управление е сходно с това на степната империя на Чингис хан. Грамотното и градско население обаче използва персийския език в своите дела, и Тимур го налага активно в завладените от него земи. Диванът използва персийския за всички официални документи, а писарите и администраторите трябва да знаят езика независимо от етническия си произход.
Персийският в крайна сметка става и официален език на империята. Именно чрез него тимуридската династия е асимилирана в персийската дворцова култура.
- Площад Регистан в Самарканд, пример за тимуридска архитектура
- Врати към класни стаи в мадрасата Тила-Кори в Самарканд
- Част от свитъците от Топкапъ, пример за художествени и геометрични мотиви, използвани в тимуридското изкуство
- Площад Амир Чахмак в Язд, Иран